# Lavoslav Ružička
Lavoslav (Leopold) Stjepan Ružička (n. 13 septembrie 1887, Vukovar, Regatul Slavoniei, Austro-Ungaria – d. 26 septembrie 1976, Mammern⁠(d), cantonul Thurgau, Elveția) a fost un chimist elvețian de origine croată, laureat al Premiului Nobel pentru chimie (1939).